# Pouzay
Pouzay é uma comuna francesa na região administrativa do Centro, no departamento Indre-et-Loire. Estende-se por uma área de 14,2 km². Em 2010 a comuna tinha 898 habitantes (densidade: 63,2 hab./km²).